# Český svaz ledního hokeje
Český svaz ledního hokeje kontrollerar den organiserade ishockeyn i Tjeckien. Förbundet inträdde den 15 november 1908 i IIHF. Förbundet var böhmiskt fram till 1920, då det blev tjeckoslovakiskt, för att 1993 bli tjeckiskt.

### Fotnoter
1. ↑  ”Czech Republic”. International Ice Hockey Federation. http://www.iihf.com/iihf-home/countries/czech-republic.html. Läst 9 april 2012.